# KNVB Beker 1962/63
Het seizoen 1962/63 van de KNVB Beker was de 45ste editie van de Nederlandse voetbalcompetitie met als inzet de KNVB Beker en een plek in de Europa Cup II. Gespeeld werd in zeven knock-outronden. Willem II won deze editie door in de finale ADO met 3-0 te verslaan.
De KNVB kende veel problemen om deze editie tijdig af te ronden. In de wintermaanden kon door afgelastingen nauwelijks gespeeld worden. Mede omdat in de reguliere competitie ook een achterstand ontstond, werd de derde ronde vier maanden later gespeeld dan oorspronkelijk gepland. De wedstrijden in de vierde ronde, kwartfinale en halve finale en de finale werden afgewerkt tussen 16 mei en 23 juni 1963.

## Deelnemers
Aan het toernooi namen alle teams uit de Nederlandse Eredivisie, Eerste divisie en Tweede divisie deel, alsmede de kampioenen van de hoogste amateurklassen. Tot deze laatste groep behoorde ook Xerxes, echter deze club was met ingang van het seizoen 1962/63 teruggekeerd in de Tweede divisie.
In totaal waren er 71 deelnemende verenigingen.
| Niveau         | Ronde 1 | Ronde 2 | Ronde 3 | Ronde 4 | Kwartfinale | Halve finale | Finale |
| -------------- | ------- | ------- | ------- | ------- | ----------- | ------------ | ------ |
| Eredivisie     | -       | -       | 16      | 10      | 5           | 2            | 2      |
| Eerste divisie | -       | 15      | 9       | 2       | 1           | -            | -      |
| Tweede divisie | 33      | 17      | 9       | 4       | 2           | 2            | -      |
| Amateurs       | 5       | 2       | -       | -       | -           | -            | -      |
| Totaal         | 38      | 34      | 34      | 16      | 8           | 4            | 2      |

## Eerste ronde
Aan de eerste ronde namen enkel ploegen uit de Tweede divisie en de amateurverenigingen deel. Wageningen had een bye. De negentien wedstrijden werden gespeeld op 13 en 14 oktober 1962.
Bij de wedstrijd JOS–RCH viel de beslissing pas na het nemen van twintig strafschoppen. Voor de strafschoppenreeks moest wegens invallende duisternis worden uitgeweken naar een verlicht bijveld. De amateurs van Standaard en Vlissingen bekerden door na winst op respectievelijk Helmondia '55 en Hermes DVS.
| Datum           | Wedstrijd                 | Uitslag                    | Scoreverloop |
| --------------- | ------------------------- | -------------------------- | --- |
| 13 oktober 1962 | Be Quick – Velocitas      | 2 – 1 (0 – 0)              | 70' Chris Eimers 1-0, 85' Chris Eimers 2-0, 87' Jurrien Smeltekop 2-1                                                       |
| 13 oktober 1962 | Leeuwarden – Hilversum    | 2 – 3 (2 – 2)              | 13' Flip Krant 0-1, 18' Ben de Vries 1-1, 20' Jaap Advocaat 2-1, 27' Flip Krant 2-2, 80' Flip Krant 2-3                     |
| 13 oktober 1962 | 't Gooi – Heerenveen      | 2 – 0 (1 – 0)              | 20' Teus van Rheenen 1-0, 89' Cees van Wilpen 2-0                                                                           |
| 13 oktober 1962 | Zwartemeer – HVC          | 0 – 2 (0 – 1)              | 22' Theo Surstedt 0-1, 88' Jan Nederhand 0-2                                                                                |
| 13 oktober 1962 | AGOVV – NOAD              | 2 – 3 (0 – 1)              | Theo Netten 0-1, 72' Harry van Stiphout 0-2, 80' Harry van Stiphout 0-3, 83' Nico Temming (pen) 1-3, 86' Jan Brouwer 2-3    |
| 13 oktober 1962 | Baronie – Vitesse         | 1 – 3 (1 – 1)              | 23' Arend Loos 0-1, Theo Bilok 1-1, 40' Harrie Notten 1-2, 80' Willi Drehmann 1-3                                           |
| 13 oktober 1962 | BVV – Zwolsche Boys       | 0 – 1 (0 – 0)              | 76' Karel van der Woude 0-1                                                                                                 |
| 13 oktober 1962 | SVV – KFC                 | 0 – 1 (0 – 1)              | 8' Dick Bosschieter 0-1 |
| 13 oktober 1962 | Standaard – Helmondia '55 | 3 – 2 (1 – 2)              | Leo van der Linden 0-1, Pilet 1-1, Harry Swanenberg 1-2, André Ravestijn (pen) 2-2, André Ravestijn 3-2                     |
| 13 oktober 1962 | Vlissingen – Hermes DVS   | 3 – 2 (2 – 1)              | 10' Jan van de Broek 1-0, 32' Jan van de Broek 2-0, 34' Paul Kuipers 2-1, 72' Hans van Yperen 2-2, 88' Jan van de Broek 3-2 |
| 13 oktober 1962 | Alkmaar '54 – Xerxes      | 5 – 0 (2 – 0)              | 25' János Hanek (pen) 1-0, 41' János Hanek 2-0, János Hanek 3-0, 70' Piet Buis 4-0, 90' Wim Visser 5-0                      |
| 13 oktober 1962 | JOS – RCH                 | 0 – 0 n.v.                 | RCH wint na strafschoppen                                                                                                   |
| 13 oktober 1962 | PEC – Stormvogels         | 3 – 1 (0 – 0)              | 57' Hennie van Nee 1-0, 61' Gerrit Voges 2-0, 68' Jac Cleeren 2-1, 72' Gerrit Voges 3-1                                     |
| 13 oktober 1962 | LONGA – ZFC               | 2 – 1 (1 – 1)              | 8' Jan Druyts 1-0, 28' Piet Blok 1-1, 60' Jan Druyts 2-1                                                                    |
| 13 oktober 1962 | VSV – Wilhelmina          | 3 – 1 (0 – 0)              | 52' Ger Farenhorst 1-0, Tjeerd Kort (pen) 2-0, Fred Dikstaal 3-0, 85' Willy van den Hurk 3-1                                |
| 13 oktober 1962 | N.E.C. – Haarlem          | 2 – 1 (0 – 0)              | Pauke Meijers (pen) 1-0, Henk Angenent 1-1, Hans Verhagen 2-1                                                               |
| 13 oktober 1962 | D.F.C. – Quick Nijmegen   | 2 – 1 (0 – 0)              | 48' Leen de Visser 1-0, 53' Pieter Vonk 1-1, 58' Leen de Visser 2-1                                                         |
| 14 oktober 1962 | Tubantia – Oldenzaal      | 1 – 2 n.v. (1 – 1) (1 – 0) | 30' Klaas Snip 1-0, 60' Henk Kalsbeek 1-1, 95' Johan Beuvink 1-2                                                            |
| 14 oktober 1962 | EDO – De Graafschap       | 1 – 2 n.v. (1 – 1) (1 – 1) | Chris Berends 1-0, Jan van der Werf 1-1, Theo Huls 1-2                                                                      |

## Tweede ronde
In de tweede ronde stroomden de ploegen uit de Eerste divisie in. De twee overgebleven amateurploegen Standaard en Vlissingen werden uitgeschakeld. Drie wedstrijden werden afgelast en konden in verband met de slechte gesteldheid van de voetbalvelden in de winter van 1963 pas maanden later worden ingehaald.
| Datum            | Wedstrijd                  | Uitslag                    | Scoreverloop |
| ---------------- | -------------------------- | -------------------------- | --- |
| 11 november 1962 | Eindhoven – Oldenzaal      | 7 – 0 (4 – 0)              | 15' Ger Saris 1-0, 30' Frans Tebak 2-0, Thieu Soers 3-0, Ger Saris 4-0, 68' Ger Saris 5-0, 76' Joop Oomens 6-0, Piet van Rooij 7-0                                                              |
| 16 december 1962 | HVC – Sittardia            | 0 – 2 (0 – 2)              | 14' Jan Wolfs 0-1, 19' Cor de Meulemeester 0-2 |
| 16 december 1962 | PEC – Excelsior            | 0 – 1 (0 – 1)              | 11' Chris de Vries 0-1 |
| 16 december 1962 | Veendam – N.E.C.           | 2 – 3 (1 – 1)              | Frans Stallen (pen) 0-1, Willy Wilbers 1-1, Hans Verhagen 1-2, Cor Smulders 1-3, Willy Wilbers 2-3                                                                                              |
| 16 december 1962 | Alkmaar '54 – DWS          | 3 – 1 (0 – 0)              | 63' Mosje Temming 0-1, 64' Piet Buis 1-1, 80' Piet Buis 2-1, 87' Piet Buis 3-1 |
| 16 december 1962 | Vlissingen – Go Ahead      | 3 – 5 (0 – 1)              | 39' Gerrit Veldhuis 0-1, 57' Wim Bleijenberg (pen) 0-2, 62' Rob Moens 1-2, 66' Jan de Nooyer 2-2, 69' Gerard Wüstefeld 2-3, 69' Rob Moens 3-3, 74' Gerrit Niehaus 3-4, 90' Gerard Wüstefeld 3-5 |
| 16 december 1962 | RBC – Zwolsche Boys        | 2 – 1 n.v. (1 – 1) (0 – 0) | 65' Pierre van Hal (pen) 1-0, 80' Karel van der Woude 1-1, 100' Cor van Zandvliet 2-1 |
| 16 december 1962 | Enschedese Boys – KFC      | 1 – 2 n.v. (1 – 1) (0 – 0) | 51' Dick Bosschieter 0-1, 84' Abe Lenstra 1-1, 108' Dick Bosschieter 1-2 |
| 16 december 1962 | De Graafschap – Fortuna Vl | 2 – 2 n.v. (2 – 2) (1 – 1) | 38' Cees Jager 1-0, 40' Jan Bouman 1-1, 46' Jan Bouman 1-2, 78' Chris Hartjes 2-2 De Graafschap wint na strafschoppen                                                                           |
| 16 december 1962 | DHC – Be Quick             | 2 – 3 (1 – 1)              | 30' Herman Mengerink 0-1, 45' Hans Dorjee (pen) 1-1, 55' Johan Wieringa 1-2, 56' Piet Zeegers 2-2, 85' Gerard Oosterloo 2-3                                                                     |
| 16 december 1962 | Limburgia – VSV            | 2 – 3 (1 – 2)              | 23' Ger van Dolder 0-1, 24' Fred André 0-2, 25' Gène Gerards 1-2, 48' Loek den Edel 2-2, Ger Farenhorst 2-3                                                                                     |
| 16 december 1962 | 't Gooi – Roda JC          | 0 – 1 n.v.                 | 116' Carl Heinz Frantz 0-1 |
| 16 december 1962 | LONGA – Elinkwijk          | 2 – 4 (1 – 2)              | 4' Tonnie Nieuwenhuys 0-1. 6' Jef Maas 1-1, Jan de Jongh 1-2, Henny van Egdom 1-3, 54' Jef Maas 2-3, 60' Henny van Egdom 2-4                                                                    |
| 16 december 1962 | VVV – Standaard            | 6 – 2 (4 – 1)              | 5' Jan van den Heuvel 1-0, 8' Jan van den Heuvel 2-0, 24' Jan van den Heuvel 3-0, 30' Hans Sleven 4-0, 42' van Dijk 4-1, 48' Frans Koppers 5-1, 58' Bongers 5-2, 77' Hans Sleven 6-2            |
| 16 december 1962 | D.F.C. – Hilversum         | 4 – 0 (0 – 0)              | Wim de Kreek 1-0, Hans de Vos 2-0, Hans de Vos 3-0, Leen de Visser 4-0 |
| 2 maart 1963     | RCH – Wageningen           | 3 – 2 (2 – 1)              | 10' Karel Sülzle 0-1, 35' Aad Euwes 1-1, 45' Arie van den Berg 2-1, 80' Frans van Ernst 2-2, 90' Arie van den Berg 3-2                                                                          |
| 20 maart 1963    | Velox – NOAD               | 1 – 2 (0 – 1)              | 13' Theo Netten 0-1, 58' Ben Sneijder 1-1, 84' Theo Netten 1-2 |
| 3 april 1963     | Vitesse – SHS              | 0 – 5 (0 – 3)              | |

## Derde ronde
Vanaf de derde ronde namen de ploegen uit de Eredivisie deel. Voor PSV, regerend bekerkampioen Sparta, NAC, Heracles, De Volewijckers en DOS betekende het meteen de uitschakeling. Na de derde ronde vond een extra ronde plaats, nodig om tot zestien ploegen in de vierde ronde te komen. MVV versloeg in deze tussenronde Elinkwijk.
| Datum         | Wedstrijd                     | Uitslag                    | Scoreverloop |
| ------------- | ----------------------------- | -------------------------- | --- |
| 30 april 1963 | Elinkwijk – PSV               | 3 – 2 n.v. (2 – 2) (0 – 2) | 8' Lambert Maassen 0-1, 16' Gerrit van Tilburg 0-2, 56' Hans van der Heijden 1-2, 80' Jan de Jongh 2-2, 93' Chris Geutjes 3-2                                             |
| 30 april 1963 | NOAD – Sparta                 | 2 – 0 (1 – 0)              | 10' Johnny van der Velde 1-0, 87' Theo Netten 2-0 |
| 25 april 1963 | Excelsior – Feijenoord        | 2 – 3 n.v. (2 – 2) (0 – 1) | 30' Thijs Libregts 0-1, 65' Piet Slui 1-1, 70' Gerard Weber 2-1, 75' Piet Kruiver 2-2, 96' Piet Kruiver 2-3                                                               |
| 30 april 1963 | N.E.C. – NAC                  | 2 – 1 (1 – 1)              | Wim Groenewegen 0-1, Hans Verhagen 1-1, Hans Verhagen 2-1 |
| 30 april 1963 | GVAV – SHS                    | 4 – 3 n.v. (3 – 3) (1 – 2) | 15' Piet van Wouw 0-1, 25' Piet Fransen 1-1, 28' Piet van Wouw 1-2, 55' Rikkert La Crois 2-2, 56' Jan de Kleijn 2-3, 90' Piet Fransen (pen) 3-3, 93' Rikkert La Crois 4-3 |
| 30 april 1963 | Eindhoven – Heracles          | 2 – 1 (1 – 1)              | Joop Schuman 0-1, Herman Teeuwen 1-1, Hendrik Schalks 2-1 |
| 30 april 1963 | Alkmaar '54 – De Volewijckers | 2 – 0 (1 – 0)              | Wim Visser 1-0, 68' Piet Buis 2-0 |
| 30 april 1963 | Blauw Wit – De Graafschap     | 5 – 0 (1 – 0)              | Martin Koeman 1-0, Gerrie Althoff 2-0, Martin Koeman 3-0, Maup Kruijer 4-0, Iwan Fränkel 5-0                                                                              |
| 30 april 1963 | ADO – VSV                     | 1 – 0 (0 – 0)              | 85' Maarten Trommel 1-0 |
| 30 april 1963 | Be Quick – SC Enschede        | 3 – 4 (0 – 4)              | Henk (Charly) Bosveld 0-1, Henk (Charly) Bosveld 0-2, Ben Zweers 0-3, Ben Zweers 0-4, Johan Wieringa 1-4, Dré Woest 2-4, 87' Herman Mengerink 3-4                         |
| 30 april 1963 | Go Ahead – MVV                | 1 – 2 (0 – 1)              | 40' Chris Coenen 0-1, 75' Wim Bleijenberg 1-1, 77' Gerard Bühler 1-2 |
| 30 april 1963 | Volendam – Roda JC            | 2 – 1 (1 – 1)              | 3' Johan Pelk 1-0, 14' Pierre Custers 1-1, 47' Thijs (Kouwe) Bond 2-1 |
| 30 april 1963 | Sittardia – Fortuna '54       | 0 – 2 (0 – 1)              | 10' Pierre Custers 0-1, 72' Giel Stevelmans 0-2 |
| 30 april 1963 | D.F.C. – DOS                  | 1 – 0 (0 – 0)              | 84' Joop van Linstee 1-0 |
| 30 april 1963 | VVV – RBC                     | 3 – 0 (1 – 0)              | 42' Hans Sleven 1-0, 62' Hans Sleven 2-0, 88' Jan van den Heuvel 3-0 |
| 8 mei 1963    | Willem II – RCH               | 5 – 0 (2 – 0)              | Willy Senders 1-0, Coy Koopal 2-0, Willy Senders 3-0, Willy Senders 4-0, Kees Aarts 5-0                                                                                   |
| 8 mei 1963    | KFC – Ajax                    | 1 – 2 n.v. (1 – 1) (1 – 0) | 27' Hans Paauwe 1-0, 83' Karel Vesters 1-1, 108' Karel Vesters 1-2 |

## Tussenronde
| Datum      | Wedstrijd       | Uitslag                    | Scoreverloop |
| ---------- | --------------- | -------------------------- | --- |
| 7 mei 1963 | MVV – Elinkwijk | 3 – 2 n.v. (2 – 2) (1 – 1) | 10' Jo Toennaer 1-0, 40' Hans van der Heijden 1-1, 82' Harry Smits 1-2, Piet van Dijk 2-2, 95' Chris Coenen 3-2 |

## Vierde ronde
De vierde ronde werd gespeeld op 16 mei 1963. Zowel Feijenoord als Ajax vonden hun Waterloo. Regerend landskampioen Feijenoord werd uitgeschakeld door Tweede divisieclub Alkmaar '54. Fortuna '54 moest het thuis afleggen tegen het een divisie lager spelende Eindhoven.
| Datum       | Wedstrijd                | Uitslag       | Scoreverloop |
| ----------- | ------------------------ | ------------- | --- |
| 16 mei 1963 | Alkmaar '54 – Feijenoord | 2 – 0 (1 – 0) | 26' Piet Buis 1-0, 53' Tibor Lőrincz 2-0                                                                                           |
| 16 mei 1963 | Willem II – Ajax         | 1 – 0 n.v.    | 95' Coy Koopal 1-0 |
| 16 mei 1963 | N.E.C. – D.F.C.          | 3 – 1 (2 – 1) | 1' Joop van Linstee 0-1, 38' Frans Stallen (pen) 1-1, 44' Hans Verhagen 2-1, 68' Cor Smulders 3-1                                  |
| 16 mei 1963 | MVV – Blauw Wit          | 2 – 1 (1 – 0) | 7' Chris Coenen 1-0, 59' Chris Coenen 2-0, Gerrie Althoff 2-1                                                                      |
| 16 mei 1963 | GVAV – Volendam          | 2 – 0 (0 – 0) | 52' Rikkert La Crois 1-0, 65' Rikkert La Crois 2-0                                                                                 |
| 16 mei 1963 | Fortuna '54 – Eindhoven  | 1 – 4 (1 – 2) | 14' Herman Teeuwen 0-1, 22' Herman Teeuwen 0-2, 26' Michael Pfeiffer 1-2, 47' Wim van Kessel 1-3, 78' Hendrik Schalks 1-4          |
| 16 mei 1963 | ADO – NOAD               | 2 – 0 (1 – 0) | 6' Peter Hoet 1-0, 75' Harrie Heijnen (pen) 2-0                                                                                    |
| 16 mei 1963 | SC Enschede – VVV        | 4 – 2 (3 – 1) | 3' Jan Visser 1-0, 29' Helmut Rahn 2-0, 36' Jan Visser 3-0, 37' Hans Sleven 3-1, 51' Issy ten Donkelaar 4-1, 69' Bennie Slaats 4-2 |

## Kwartfinales
Eredivisieploegen GVAV en SC Enschede werden uitgeschakeld door Tweede divisie-ploegen Alkmaar '54 en N.E.C.. Deze clubs werden daarmee de eerste clubs uit de Tweede Divisie die de halve finale van de KNVB Beker haalden.
| Datum       | Wedstrijd            | Uitslag       | Scoreverloop                                                                                       |
| ----------- | -------------------- | ------------- | -------------------------------------------------------------------------------------------------- |
| 29 mei 1963 | ADO – Eindhoven      | 3 – 1 (0 – 0) | 51' Harrie Heijnen 1-0, 67' Piet van Rooij (e.d.) 2-0, Harrie Bottram 2-1, 85' Donald Feldmann 3-1 |
| 29 mei 1963 | Alkmaar '54 – GVAV   | 2 – 0 (0 – 0) | 69' János Hanek 1-0; 80' Piet Buis 2-0                                                             |
| 29 mei 1963 | N.E.C. – SC Enschede | 2 – 1 (1 – 0) | 28' Cor Smulders 1-0, 48' Hans Verhagen 2-0, 49' Jan Visser 2-1                                    |
| 29 mei 1963 | MVV – Willem II      | 0 – 0 n.v.    | Willem II wint na strafschoppen (3-4)                                                              |

## Halve finales
| Datum        | Wedstrijd               | Uitslag                    | Scoreverloop                                                                                |
| ------------ | ----------------------- | -------------------------- | ------------------------------------------------------------------------------------------- |
| 12 juni 1963 | N.E.C. – ADO            | 1 – 3 (0 – 0)              | 49' Bert Gieben 1-0, 69' Donald Feldmann 1-1, 75' Piet de Zoete 1-2, 85' Harrie Heijnen 1-3 |
| 19 juni 1963 | Alkmaar '54 – Willem II | 1 – 2 n.v. (1 – 1) (1 – 0) | 17' Tibor Lőrincz 1-0, 60' Willy Senders 1-1, 96' Jan Boor 1-2                              |

## Finale
Degradant Willem II wist verrassend de KNVB Beker te winnen, waarmee het zich verzekerde van een plek in de Europacup II, seizoen 1963/64.
|                                |     |                                                  |           |                                                                           |
| 23 juni 1963 Finale KNVB Beker | ADO | 0 – 3 (0 – 1)                                    | Willem II | Zuiderparkstadion, Den Haag Toeschouwers: 18.000 Scheidsrechter: Leo Horn |
| 23 juni 1963 Finale KNVB Beker |     | 36' Frits Louer 46' Kees Aarts 81' Willy Senders |           | Zuiderparkstadion, Den Haag Toeschouwers: 18.000 Scheidsrechter: Leo Horn |

| ADO           |  |                    |                           |
|               |  |                    |                           |
| DM            |  | Martin van Vianen  |                           |
|               |  | Jan Verhoek        |                           |
|               |  | Theo Kleindijk     |                           |
|               |  | Jan van den Oever  | Werd van het veld gehaald |
|               |  | Jan Villerius      |                           |
|               |  | Theo Verlangen     |                           |
|               |  | Harrie Heijnen     |                           |
|               |  | Piet de Zoete      |                           |
|               |  | Peter Hoet         |                           |
|               |  | Mick Clavan        |                           |
|               |  | Donald Feldmann    |                           |
| Wisselspeler: |  |                    |                           |
|               |  | Theo van der Burch | Werd in het veld gebracht |
| Trainer:      |  |                    |                           |
| Ernst Happel  |  |                    |                           |

| Willem II   |  |                  |
|             |  |                  |
| DM          |  | Ed Mathieu       |
|             |  | Lambert Verwijst |
|             |  | Jan Brooijmans   |
|             |  | Gábor Keresztes  |
|             |  | Henk Vriens      |
|             |  | Nico van Elderen |
|             |  | Willy Senders    |
|             |  | Jan Boor         |
|             |  | Jan Druyts       |
|             |  | Kees Aarts       |
|             |  | Frits Louer      |
| Trainer:    |  |                  |
| Wudi Müller |  |                  |

| KNVB Beker 1962/63     |
| ---------------------- |
| Willem II Tweede titel |

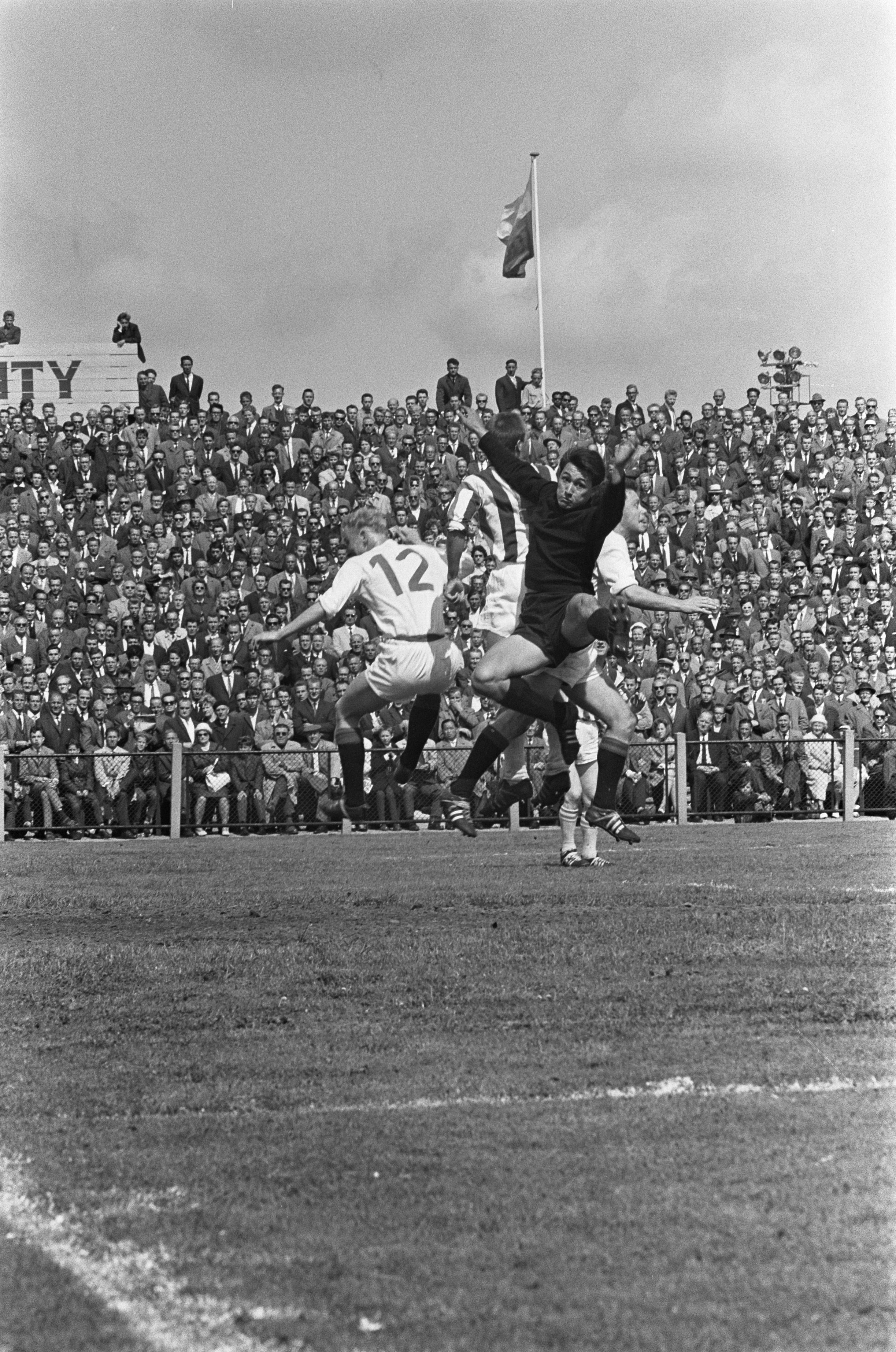
Spelmoment tijdens de finale
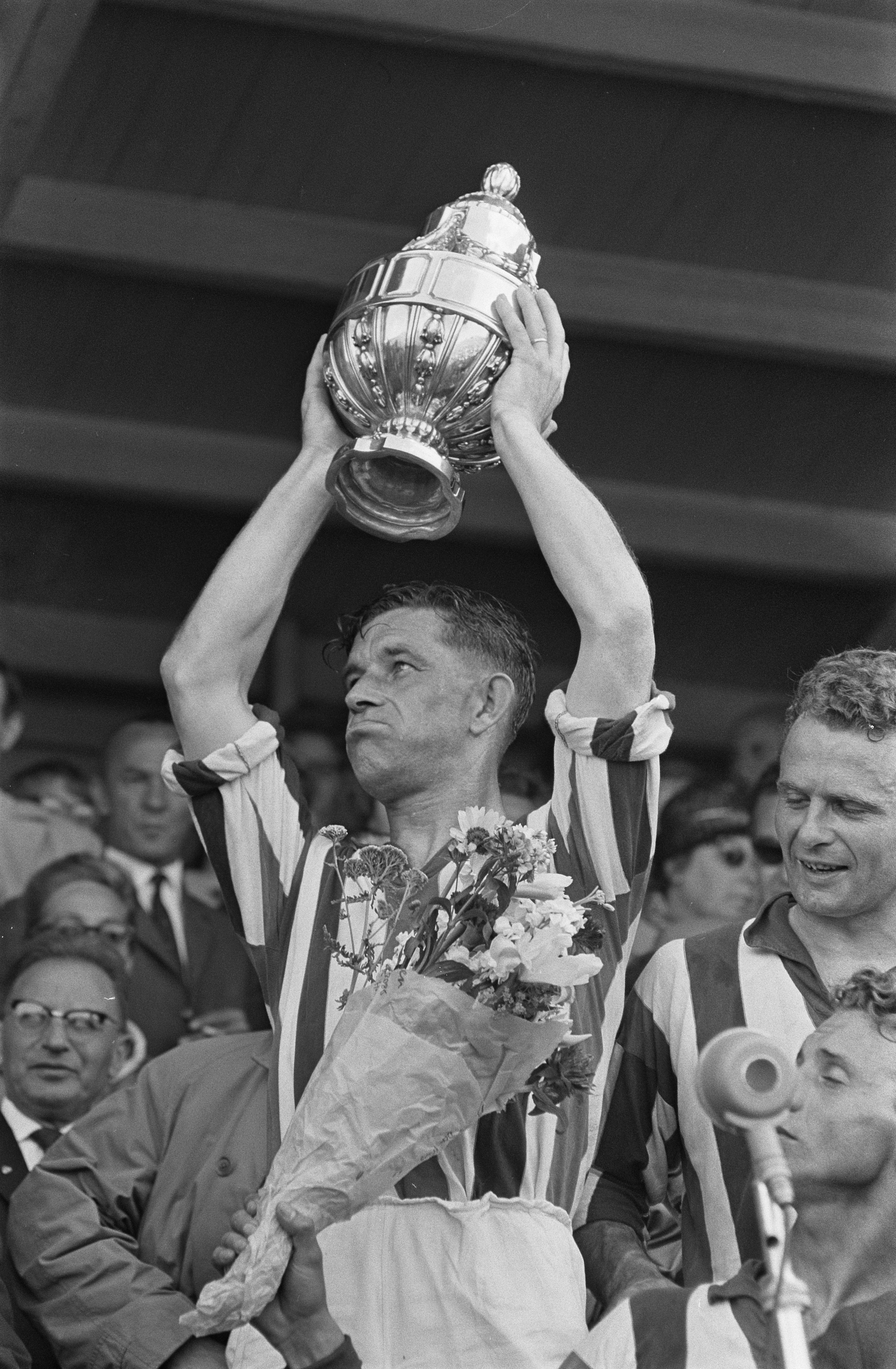
Jan Brooijmans met de beker in zijn handen
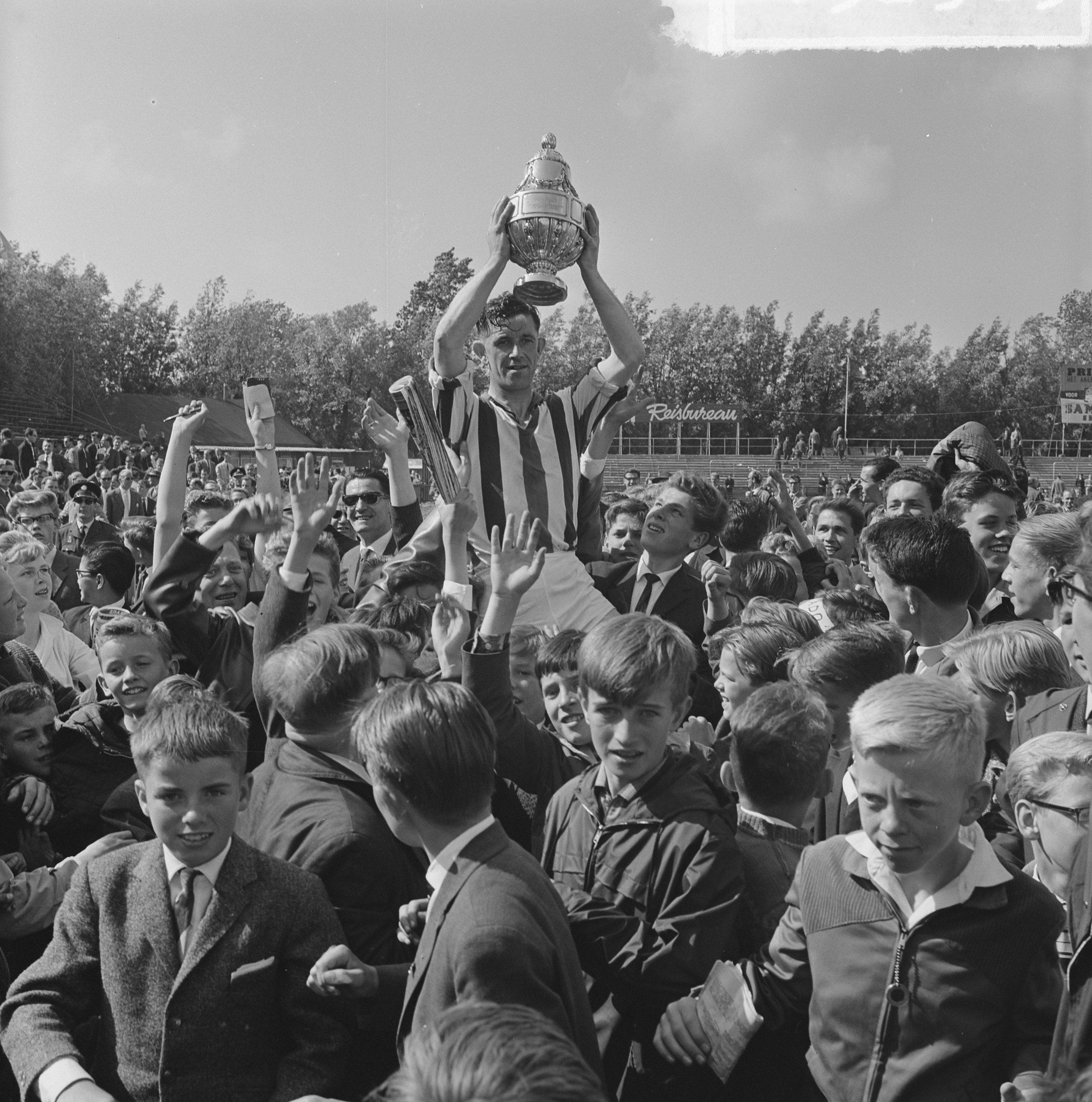
Jan Brooijmans op de schouders met de beker in zijn handen
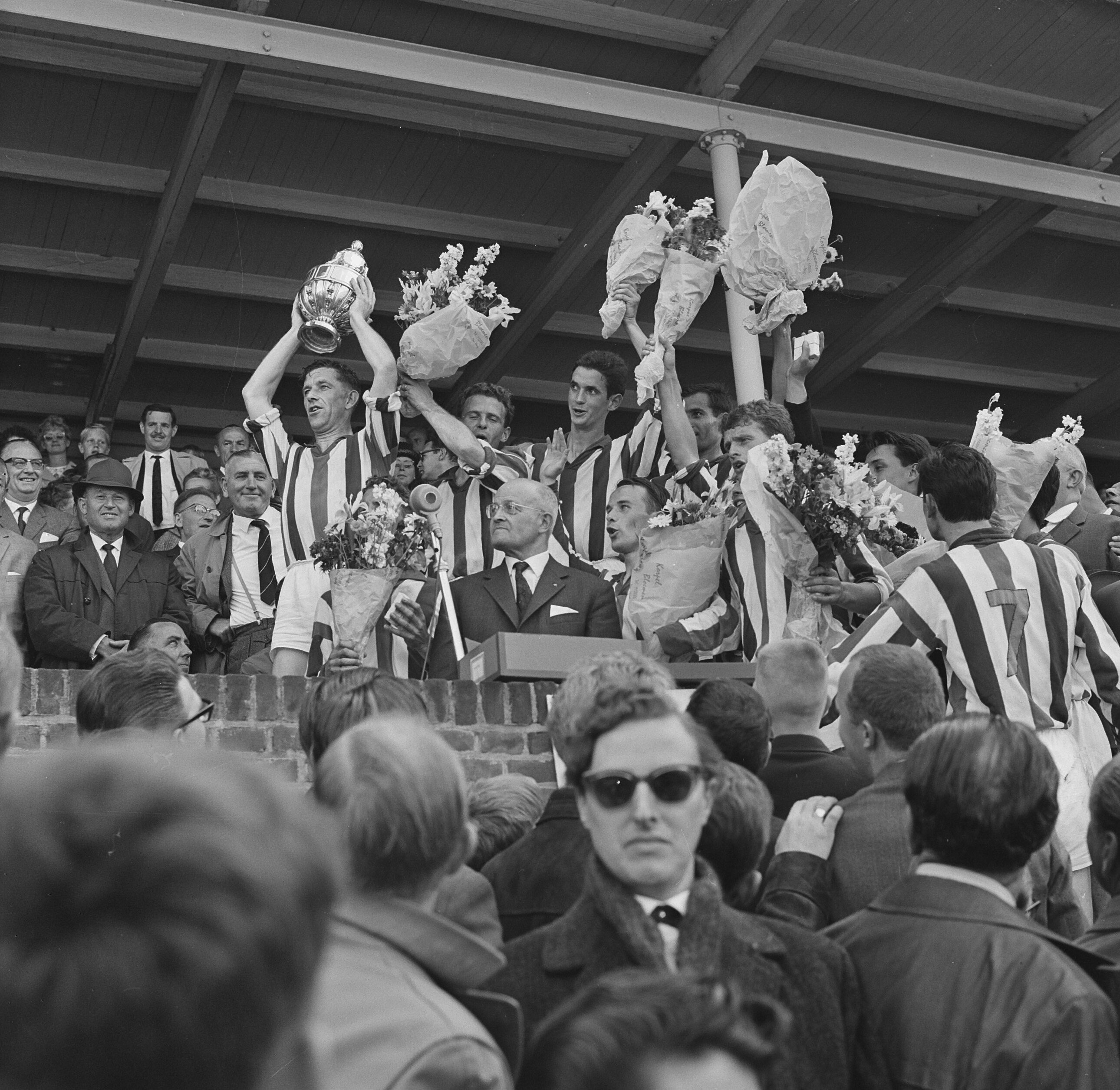
Spelers van Willem II met de beker in hun handen

Seizoenen: 1898/99 · 1899/00 · 1900/01 · 1901/02 · 1902/03 · 1903/04 · 1904/05 · 1905/06 · 1906/07 · 1907/08 · 1908/09 · 1909/10 · 1910/11 · 1911/12 · 1912/13 · 1913/14 · 1914/15 · 1915/16 · 1916/17 · 1917/18 · 1918/19 · 1919/20 · 1920/21 · 1921/22 · 1922/23 · 1923/24 · 1925 · 1925/26 · 1926/27 · 1927/28 · 1928/29 · 1929/30 · 1930/31 · 1931/32 · 1932/33 · 1933/34 · 1934/35 · 1935/36 · 1936/37 · 1937/38 · 1938/39 · 1939/40 · 1940/41 · 1941/42 · 1942/43 · 1943/44 · 1944/45 · 1945/46 · 1946/47 · 1947/48 · 1948/49 · 1949/50 · 1950/51 · 1951/52 · 1952/53 · 1953/54 · 1954/55 · 1955/56 · 1956/57 · 1957/58 · 1958/59 · 1959/60 · 1960/61 · 1961/62 · 1962/63 · 1963/64 · 1964/65 · 1965/66 · 1966/67 · 1967/68 · 1968/69 · 1969/70 · 1970/71 · 1971/72 · 1972/73 · 1973/74 · 1974/75 · 1975/76 · 1976/77 · 1977/78 · 1978/79 · 1979/80 · 1980/81 · 1981/82 · 1982/83 · 1983/84 · 1984/85 · 1985/86 · 1986/87 · 1987/88 · 1988/89 · 1989/90 · 1990/91 · 1991/92 · 1992/93 · 1993/94 · 1994/95 · 1995/96 · 1996/97 · 1997/98 · 1998/99 · 1999/00 · 2000/01 · 2001/02 · 2002/03 · 2003/04 · 2004/05 · 2005/06 · 2006/07 · 2007/08 · 2008/09 · 2009/10 · 2010/11 · 2011/12 · 2012/13 · 2013/14 · 2014/15 · 2015/16 · 2016/17 · 2017/18 · 2018/19 · 2019/20 · 2020/21 · 2021/22 · 2022/23 · 2023/24 · 2024/25 · 2025/26
Finales: 2013 · 2014 · 2015 · 2016 · 2017 · 2018 · 2019 · 2020 · 2021 · 2022 · 2023 · 2024 · 2025
Nederland: Eredivisie · Eerste divisie · Tweede divisie · Derde divisie/Topklasse · KNVB Beker
Europa: Champions League · Europa Cup I · Europa Cup II · Europa League · UEFA Cup · Jaarbeursstedenbeker · Intertoto Cup